# V Толедський собор
П'ятий Толедський собор (лат. Concilium Toletanum V) був скликаний королем вестготів Хінтілою і відкрився 30 червня 636 року в храмі св. Леокадії в Толедо. У ньому взяли участь 22 єпископи і два єпископські представники. Єпископи Нарбонської Галлії не прибули, швидше за все, з політичних причин.

## Історія
Першим актом собору було надання особливого захисту особистостям короля та його сім'ї. Щодо останнього, а також майбутніх королівських виборів, то було прийнято такі декрети:
1. У королівських виборах могла брати участь лише вища військова знать та вестготське священство.
2. Нащадки короля мали право користуватися майном, яке він чесно придбав та котре належало йому за заповітом. Анафемі піддавали тих, хто дошкуляв королю або завдавав йому шкоди. Найближчі радники короля також були захищені у володінні майном, яке було подарованим їм королівським покровителем.
3. Ті, хто радився з провидцями, щоб дізнатися про майбутнє короля, хто прокляв короля, або хто задумував чи збирався посадити на трон іншого, будуть відлучені від Церкви. Піддавалися анафемі і ті, хто прагнув престолу без належного обрання.
4. Собор встановив три дні єктеній з 13 по 15 грудня кожного року.

Проте ухвали соборів не досягли своєї головної політичної мети — зміцнити становище короля на троні і покласти край внутрішнім інтригам. Хінтілі, як і раніше, доводилося боротися з інакодумцями. У 638 році Хінтіла був змушений скликати Шостий Толедський собор.